# Glycerolcarbonaat
Glycerolcarbonaat is een cyclische ester van waterstofcarbonaat (koolzuur) en glycerol. Het is bij omgevingstemperatuur een heldere vloeistof, die beneden −69 °C een glasachtige vaste stof wordt.

## Synthese
Glycerolcarbonaat kan bereid worden door de rechtstreekse carbonylering van glycerol met waterstofcarbonaat.
Een andere mogelijkheid is de omestering van ethyleencarbonaat, di-ethylcarbonaat of dimethylcarbonaat met glycerol. Als katalysator wordt een base (natriumbicarbonaat of kaliumbicarbonaat) gebruikt. Er bestaat ook de mogelijkheid om een lipase te gebruiken als biokatalysator.
Glycerolcarbonaat ontstaat ook door de reactie van glycerol met ureum.

## Toepassingen
Glycerolcarbonaat heeft allerlei toepassingen, onder meer als monomeer voor polyesters, polycarbonaat, polyamide of polyurethaan. Het wordt verder ingezet als oplosmiddel voor chemische reacties of voor elektrolyt in batterijen, als chemisch intermediair en als additief in oppervlakteactieve stoffen en smeeroliën. Het is een groen oplosmiddel in die zin dat het geen gevaarlijke stof is en dat het uit hernieuwbare grondstoffen kan bereid worden; glycerol is een bijproduct van de biodieselproductie. Verder is het ook gemakkelijk biodegradeerbaar, vanwege de esterfunctionaliteit.
Glycerolcarbonaat wordt gebruikt als emulgator in cosmetica en was- en reinigingsmiddelen. Het heeft daarenboven een glansverschaffend effect (lustering of avivage genoemd).
Glycerolcarbonaat kan gemakkelijk omgezet worden in glycidol en koolstofdioxide door verhitting in aanwezigheid van een metaalzout als natriumfosfaat of calciumcarbonaat.